# Tour de Pologne 2023
Tour de Pologne 2023 – 80. edycja wyścigu kolarskiego Tour de Pologne, która odbyła się w dniach od 29 lipca do 4 sierpnia 2023. Wyścig składał się z 7 etapów o łącznej długości 1130 kilometrów. Rozpoczął się w Poznaniu, kończył w Krakowie. Impreza kategorii 2.UWT należała do cyklu UCI World Tour 2023.

## Etapy
Trasa wyścigu została zaprezentowana 19 czerwca 2023.
| Etap | Data   | Start – Meta               | type                       | Dystans (km) | Zwycięzca etapu     | Lider         |
| ---- | ------ | -------------------------- | -------------------------- | ------------ | ------------------- | ------------- |
| 1    | 29 lip | Poznań – Poznań            | płaski                     | 183,7        | Tim Merlier         | Tim Merlier   |
| 2    | 30 lip | Leszno – Karpacz           | pagórkowaty                | 202,9        | Matej Mohorič       | Matej Mohorič |
| 3    | 31 lip | Wałbrzych – Duszniki-Zdrój | górzysty                   | 163,3        | Rafał Majka         | Matej Mohorič |
| 4    | 1 sie  | Strzelin – Opole           | płaski                     | 198,6        | Olav Kooij          | Matej Mohorič |
| 5    | 2 sie  | Pszczyna – Bielsko-Biała   | pagórkowaty                | 198,8        | Marijn van den Berg | Matej Mohorič |
| 6    | 3 sie  | Katowice – Katowice        | jazda indywidualna na czas | 16,6         | Mattia Cattaneo     | Matej Mohorič |
| 7    | 4 sie  | Zabrze – Kraków            | płaski                     | 166,6        | Tim Merlier         | Matej Mohorič |

## Uczestnicy

### Drużyny
| WorldTeams (18)- AG2R Citroën Team - Alpecin-Deceuninck - Astana Qazaqstan Team - Bahrain Victorious - Bora-Hansgrohe - Cofidis - EF Education-EasyPost - Groupama-FDJ - Ineos Grenadiers - Intermarché-Circus-Wanty - Jumbo-Visma - Movistar Team - Soudal Quick-Step - Arkéa-Samsic - Team DSM-Firmenich - Team Jayco AlUla - Lidl-Trek - UAE Team Emirates ProTeams (5)- Human Powered Health - Lotto Dstny - Q36.5 Pro Cycling Team - Team Novo Nordisk - Tudor Pro Cycling Team Reprezentacja- Polska |
| |

### Lista startowa
| Ineos Grenadiers IGD | Ineos Grenadiers IGD           | Ineos Grenadiers IGD |
| -------------------- | ------------------------------ | -------------------- |
| Nr                   | Kolarz                         | Miejsce              |
| 1                    | Michał Kwiatkowski (POL) (ITT) | 3.                   |
| 2                    | Pawieł Siwakow (FRA)           | 14.                  |
| 3                    | Geraint Thomas (GBR)           | 47.                  |
| 4                    | Thymen Arensman (NED)          | 49.                  |
| 5                    | Laurens De Plus (BEL)          | 51.                  |
| 6                    | Kim Heiduk (GER)               | 62.                  |
| 7                    | Salvatore Puccio (ITA)         | 127.                 |

| AG2R Citroën Team ACT | AG2R Citroën Team ACT  | AG2R Citroën Team ACT |
| --------------------- | ---------------------- | --------------------- |
| Nr                    | Kolarz                 | Miejsce               |
| 11                    | Mikaël Cherel (FRA)    | 36.                   |
| 12                    | Pierre Gautherat (FRA) | 92.                   |
| 13                    | Dorian Godon (FRA)     | 23.                   |
| 14                    | Lawrence Naesen (BEL)  | 72.                   |
| 15                    | Bastien Tronchon (FRA) | 71.                   |
| 16                    | Andrea Vendrame (ITA)  | 22.                   |
| 17                    | Larry Warbasse (USA)   | 29.                   |

| Alpecin-Deceuninck ADC | Alpecin-Deceuninck ADC  | Alpecin-Deceuninck ADC |
| ---------------------- | ----------------------- | ---------------------- |
| Nr                     | Kolarz                  | Miejsce                |
| 21                     | Nicola Conci (ITA)      | 21.                    |
| 22                     | Alexander Krieger (GER) | 146.                   |
| 23                     | Jakub Mareczko (ITA)    | 148.                   |
| 24                     | Senne Leysen (BEL)      | 69.                    |
| 25                     | Oscar Riesebeek (NED)   | DNS-6                  |
| 26                     | Lionel Taminiaux (BEL)  | 133.                   |
| 27                     | Jensen Plowright (AUS)  | 137.                   |

| Astana Qazaqstan Team AST | Astana Qazaqstan Team AST | Astana Qazaqstan Team AST |
| ------------------------- | ------------------------- | ------------------------- |
| Nr                        | Kolarz                    | Miejsce                   |
| 31                        | Samuele Battistella (ITA) | 9.                        |
| 32                        | Gianmarco Garofoli (ITA)  | DNS-6                     |
| 33                        | Jewgienij Gidicz (KAZ)    | 139.                      |
| 34                        | Davide Martinelli (ITA)   | 138.                      |
| 35                        | Antonio Nibali (ITA)      | 73.                       |
| 36                        | Christian Scaroni (ITA)   | 13.                       |
| 37                        | Wadim Pronski (KAZ)       | 57.                       |

| Bahrain Victorious TBV | Bahrain Victorious TBV      | Bahrain Victorious TBV |
| ---------------------- | --------------------------- | ---------------------- |
| Nr                     | Kolarz                      | Miejsce                |
| 41                     | Damiano Caruso (ITA)        | 18.                    |
| 42                     | Kamil Gradek (POL)          | 111.                   |
| 43                     | Matevž Govekar (SLO)        | 98.                    |
| 44                     | Fran Miholjević (CRO) (ITT) | DNF-7                  |
| 45                     | Matej Mohorič (SLO)         | 1.                     |
| 46                     | Andrea Pasqualon (ITA)      | 96.                    |
| 47                     | Antonio Tiberi (ITA)        | 45.                    |

| Bora-Hansgrohe BOH | Bora-Hansgrohe BOH      | Bora-Hansgrohe BOH |
| ------------------ | ----------------------- | ------------------ |
| Nr                 | Kolarz                  | Miejsce            |
| 51                 | Lennard Kämna (GER)     | 50.                |
| 52                 | Giovanni Aleotti (ITA)  | 32.                |
| 53                 | Shane Archbold (NZL)    | 151.               |
| 54                 | Cesare Benedetti (POL)  | 63.                |
| 55                 | Sergio Higuita (COL)    | 19.                |
| 56                 | Ryan Mullen (IRL) (ITT) | 118.               |
| 57                 | Sam Bennett (IRL)       | DNS-6              |

| Cofidis COF | Cofidis COF           | Cofidis COF |
| ----------- | --------------------- | ----------- |
| Nr          | Kolarz                | Miejsce     |
| 61          | Max Walscheid (GER)   | 132.        |
| 62          | Piet Allegaert (BEL)  | 52.         |
| 63          | Davide Cimolai (ITA)  | 142.        |
| 64          | Rubén Fernández (ESP) | 33.         |
| 65          | Wesley Kreder (NED)   | DNF-4       |
| 66          | Jonathan Lastra (ESP) | 27.         |
| 67          | Harrison Wood (GBR)   | 107.        |

| EF Education-EasyPost EFE | EF Education-EasyPost EFE    | EF Education-EasyPost EFE |
| ------------------------- | ---------------------------- | ------------------------- |
| Nr                        | Kolarz                       | Miejsce                   |
| 71                        | Stefan Bissegger (SUI) (ITT) | DNS-7                     |
| 72                        | Stefan de Bod (RSA) (ITT)    | 31.                       |
| 73                        | Julius van den Berg (NED)    | 74.                       |
| 74                        | Jens Keukeleire (BEL)        | 76.                       |
| 75                        | Mark Padun (UKR)             | 100.                      |
| 76                        | Łukasz Wiśniowski (POL)      | 104.                      |
| 77                        | Marijn van den Berg (NED)    | 30.                       |

| Groupama-FDJ GFC | Groupama-FDJ GFC      | Groupama-FDJ GFC |
| ---------------- | --------------------- | ---------------- |
| Nr               | Kolarz                | Miejsce          |
| 81               | Lewis Askey (GBR)     | 43.              |
| 82               | Clément Davy (FRA)    | 99.              |
| 83               | Lorenzo Germani (ITA) | 60.              |
| 84               | Lenny Martinez (FRA)  | 12.              |
| 85               | Paul Penhoët (FRA)    | 95.              |
| 86               | Samuel Watson (GBR)   | DNS-6            |
| 87               | Bram Welten (NED)     | 114.             |

| Intermarché-Circus-Wanty ICW | Intermarché-Circus-Wanty ICW | Intermarché-Circus-Wanty ICW |
| ---------------------------- | ---------------------------- | ---------------------------- |
| Nr                           | Kolarz                       | Miejsce                      |
| 91                           | Dries De Pooter (BEL)        | 83.                          |
| 92                           | Rune Herregodts (BEL)        | 82.                          |
| 93                           | Julius Johansen (DEN)        | DNS-1                        |
| 94                           | Madis Mihkels (EST)          | 59.                          |
| 95                           | Hugo Page (FRA)              | 105.                         |
| 96                           | Gerben Thijssen (BEL)        | 130.                         |
| 97                           | Boy van Poppel (NED)         | 101.                         |

| Jumbo-Visma TJV | Jumbo-Visma TJV           | Jumbo-Visma TJV |
| --------------- | ------------------------- | --------------- |
| Nr              | Kolarz                    | Miejsce         |
| 101             | Koen Bouwman (NED)        | 53.             |
| 102             | Jos van Emden (NED) (ITT) | DNF-4           |
| 103             | Tobias Foss (NOR) (ITT)   | 42.             |
| 104             | Mick van Dijke (NED)      | DNS-6           |
| 105             | Olav Kooij (NED)          | DNS-6           |
| 106             | Sam Oomen (NED)           | 26.             |
| 107             | Tosh Van der Sande (BEL)  | 54.             |

| Lidl-Trek LTK | Lidl-Trek LTK           | Lidl-Trek LTK |
| ------------- | ----------------------- | ------------- |
| Nr            | Kolarz                  | Miejsce       |
| 111           | Jon Aberasturi (ESP)    | DNS-3         |
| 112           | Asbjørn Hellemose (DEN) | 34.           |
| 113           | Markus Hoelgaard (NOR)  | 39.           |
| 114           | Jacopo Mosca (ITA)      | 93.           |
| 115           | Edward Theuns (BEL)     | 79.           |
| 116           | Antwan Tolhoek (NED)    | 48.           |
| 117           | Otto Vergaerde (BEL)    | 80.           |

| Movistar Team MOV | Movistar Team MOV       | Movistar Team MOV |
| ----------------- | ----------------------- | ----------------- |
| Nr                | Kolarz                  | Miejsce           |
| 121               | Fernando Gaviria (COL)  | 136.              |
| 122               | Imanol Erviti (ESP)     | 64.               |
| 123               | Ruben Guerreiro (POR)   | 25.               |
| 124               | Max Kanter (GER)        | 94.               |
| 125               | Mathias Norsgaard (DEN) | 119.              |
| 126               | Juri Hollmann (GER)     | 103.              |
| 127               | Sergio Samitier (ESP)   | 102.              |

| Soudal Quick-Step SOQ | Soudal Quick-Step SOQ    | Soudal Quick-Step SOQ |
| --------------------- | ------------------------ | --------------------- |
| Nr                    | Kolarz                   | Miejsce               |
| 131                   | Mattia Cattaneo (ITA)    | 5.                    |
| 132                   | Josef Černý (CZE)        | 109.                  |
| 133                   | Jan Hirt (CZE)           | 65.                   |
| 134                   | Tim Merlier (BEL)        | 112.                  |
| 135                   | Bert Van Lerberghe (BEL) | 86.                   |
| 136                   | Ilan Van Wilder (BEL)    | 4.                    |
| 137                   | Louis Vervaeke (BEL)     | 17.                   |

| Lotto Dstny LTD | Lotto Dstny LTD           | Lotto Dstny LTD |
| --------------- | ------------------------- | --------------- |
| Nr              | Kolarz                    | Miejsce         |
| 141             | Thomas De Gendt (BEL)     | 89.             |
| 142             | Andreas Kron (DEN)        | 70.             |
| 144             | Milan Menten (BEL)        | 90.             |
| 145             | Sylvain Moniquet (BEL)    | 11.             |
| 146             | Michael Schwarzmann (GER) | 115.            |
| 147             | Rüdiger Selig (GER)       | 120.            |
| 148             | Lennert Van Eetvelt (BEL) | 15.             |

| Arkéa-Samsic ARK | Arkéa-Samsic ARK      | Arkéa-Samsic ARK |
| ---------------- | --------------------- | ---------------- |
| Nr               | Kolarz                | Miejsce          |
| 151              | Kévin Vauquelin (FRA) | 20.              |
| 152              | Michel Ries (LUX)     | 35.              |
| 153              | Clément Russo (FRA)   | 87.              |
| 154              | Łukasz Owsian (POL)   | 58.              |
| 155              | Daniel McLay (GBR)    | DNF-7            |
| 156              | Kévin Ledanois (FRA)  | DNS-3            |
| 157              | David Dekker (NED)    | 150.             |

| Team DSM-Firmenich DSM | Team DSM-Firmenich DSM     | Team DSM-Firmenich DSM |
| ---------------------- | -------------------------- | ---------------------- |
| Nr                     | Kolarz                     | Miejsce                |
| 161                    | Tobias Lund Andresen (DEN) | 97.                    |
| 162                    | Patrick Bevin (NZL)        | DNS-2                  |
| 163                    | Sean Flynn (GBR)           | 66.                    |
| 164                    | Lorenzo Milesi (ITA)       | 56.                    |
| 165                    | Oscar Onley (GBR)          | 10.                    |
| 166                    | Max Poole (GBR)            | 38.                    |
| 167                    | Casper van Uden (NED)      | 91.                    |

| Team Jayco AlUla JAY | Team Jayco AlUla JAY     | Team Jayco AlUla JAY |
| -------------------- | ------------------------ | -------------------- |
| Nr                   | Kolarz                   | Miejsce              |
| 171                  | Edward Dunbar (IRL)      | 7.                   |
| 172                  | Tsgabu Grmay (ETH) (ITT) | 44.                  |
| 173                  | Lucas Hamilton (AUS)     | 68.                  |
| 174                  | Michael Hepburn (AUS)    | 122.                 |
| 175                  | Matteo Sobrero (ITA)     | 28.                  |
| 176                  | Blake Quick (AUS)        | 135.                 |
| 177                  | Callum Scotson (AUS)     | 55.                  |

| UAE Team Emirates UAD | UAE Team Emirates UAD       | UAE Team Emirates UAD |
| --------------------- | --------------------------- | --------------------- |
| Nr                    | Kolarz                      | Miejsce               |
| 181                   | Pascal Ackermann (GER)      | 134.                  |
| 182                   | João Almeida (POR) (ITT)    | 2.                    |
| 183                   | Finn Fisher-Black (NZL)     | 77.                   |
| 184                   | Davide Formolo (ITA)        | 67.                   |
| 185                   | Rafał Majka (POL)           | 8.                    |
| 186                   | Brandon McNulty (USA) (ITT) | 6.                    |
| 187                   | Tim Wellens (BEL)           | 40.                   |

| Human Powered Health HPM | Human Powered Health HPM    | Human Powered Health HPM |
| ------------------------ | --------------------------- | ------------------------ |
| Nr                       | Kolarz                      | Miejsce                  |
| 191                      | Stanisław Aniołkowski (POL) | 116.                     |
| 192                      | Alan Banaszek (POL) (szosa) | 141.                     |
| 193                      | Paul Double (GBR)           | 108.                     |
| 194                      | Barnabás Peák (HUN)         | 147.                     |
| 195                      | Sebastian Schönberger (AUT) | 37.                      |
| 196                      | Sasha Weemaes (BEL)         | 149.                     |
| 197                      | Gijs Van Hoecke (BEL)       | 121.                     |

| Q36.5 Pro Cycling Team Q36 | Q36.5 Pro Cycling Team Q36 | Q36.5 Pro Cycling Team Q36 |
| -------------------------- | -------------------------- | -------------------------- |
| Nr                         | Kolarz                     | Miejsce                    |
| 201                        | Jack Bauer (NZL)           | 106.                       |
| 202                        | Mark Donovan (GBR)         | 24.                        |
| 203                        | Carl Fredrik Hagen (NOR)   | 46.                        |
| 204                        | Tobias Ludvigsson (SWE)    | 85.                        |
| 205                        | Kamil Małecki (POL)        | 124.                       |
| 206                        | Matteo Moschetti (ITA)     | 126.                       |
| 207                        | Szymon Sajnok (POL)        | 128.                       |

| Team Novo Nordisk TNN | Team Novo Nordisk TNN | Team Novo Nordisk TNN |
| --------------------- | --------------------- | --------------------- |
| Nr                    | Kolarz                | Miejsce               |
| 211                   | Matyáš Kopecký (CZE)  | 113.                  |
| 212                   | Andrea Peron (ITA)    | 123.                  |
| 213                   | Filippo Ridolfo (ITA) | 131.                  |
| 214                   | Péter Kusztor (HUN)   | 78.                   |
| 215                   | Sam Brand (GBR)       | 125.                  |
| 216                   | David Lozano (ESP)    | 75.                   |
| 217                   | Umberto Poli (ITA)    | 145.                  |

| Tudor Pro Cycling Team TUD | Tudor Pro Cycling Team TUD     | Tudor Pro Cycling Team TUD |
| -------------------------- | ------------------------------ | -------------------------- |
| Nr                         | Kolarz                         | Miejsce                    |
| 221                        | Sebastian Kolze Changizi (DEN) | 129.                       |
| 222                        | Arvid de Kleijn (NED)          | 144.                       |
| 223                        | Alexander Kamp (DEN)           | 110.                       |
| 224                        | Rick Pluimers (NED)            | 81.                        |
| 225                        | Joël Suter (SUI)               | 143.                       |
| 226                        | Yannis Voisard (SUI)           | 16.                        |
| 227                        | Maikel Zijlaard (NED)          | DNF-3                      |

| Polska POL | Polska POL       | Polska POL |
| ---------- | ---------------- | ---------- |
| Nr         | Kolarz           | Miejsce    |
| 231        | Marcin Budziński | 41.        |
| 232        | Jakub Kaczmarek  | 84.        |
| 233        | Norbert Banaszek | 140.       |
| 234        | Patryk Stosz     | 117.       |
| 235        | Piotr Brożyna    | 61.        |
| 236        | Maciej Paterski  | 88.        |
| 237        | Bartłomiej Proć  | OTL-3      |

| Ineos Grenadiers IGD | Ineos Grenadiers IGD           | Ineos Grenadiers IGD |
| -------------------- | ------------------------------ | -------------------- |
| Nr                   | Kolarz                         | Miejsce              |
| 1                    | Michał Kwiatkowski (POL) (ITT) | 3.                   |
| 2                    | Pawieł Siwakow (FRA)           | 14.                  |
| 3                    | Geraint Thomas (GBR)           | 47.                  |
| 4                    | Thymen Arensman (NED)          | 49.                  |
| 5                    | Laurens De Plus (BEL)          | 51.                  |
| 6                    | Kim Heiduk (GER)               | 62.                  |
| 7                    | Salvatore Puccio (ITA)         | 127.                 |

| AG2R Citroën Team ACT | AG2R Citroën Team ACT  | AG2R Citroën Team ACT |
| --------------------- | ---------------------- | --------------------- |
| Nr                    | Kolarz                 | Miejsce               |
| 11                    | Mikaël Cherel (FRA)    | 36.                   |
| 12                    | Pierre Gautherat (FRA) | 92.                   |
| 13                    | Dorian Godon (FRA)     | 23.                   |
| 14                    | Lawrence Naesen (BEL)  | 72.                   |
| 15                    | Bastien Tronchon (FRA) | 71.                   |
| 16                    | Andrea Vendrame (ITA)  | 22.                   |
| 17                    | Larry Warbasse (USA)   | 29.                   |

| Alpecin-Deceuninck ADC | Alpecin-Deceuninck ADC  | Alpecin-Deceuninck ADC |
| ---------------------- | ----------------------- | ---------------------- |
| Nr                     | Kolarz                  | Miejsce                |
| 21                     | Nicola Conci (ITA)      | 21.                    |
| 22                     | Alexander Krieger (GER) | 146.                   |
| 23                     | Jakub Mareczko (ITA)    | 148.                   |
| 24                     | Senne Leysen (BEL)      | 69.                    |
| 25                     | Oscar Riesebeek (NED)   | DNS-6                  |
| 26                     | Lionel Taminiaux (BEL)  | 133.                   |
| 27                     | Jensen Plowright (AUS)  | 137.                   |

| Astana Qazaqstan Team AST | Astana Qazaqstan Team AST | Astana Qazaqstan Team AST |
| ------------------------- | ------------------------- | ------------------------- |
| Nr                        | Kolarz                    | Miejsce                   |
| 31                        | Samuele Battistella (ITA) | 9.                        |
| 32                        | Gianmarco Garofoli (ITA)  | DNS-6                     |
| 33                        | Jewgienij Gidicz (KAZ)    | 139.                      |
| 34                        | Davide Martinelli (ITA)   | 138.                      |
| 35                        | Antonio Nibali (ITA)      | 73.                       |
| 36                        | Christian Scaroni (ITA)   | 13.                       |
| 37                        | Wadim Pronski (KAZ)       | 57.                       |

| Bahrain Victorious TBV | Bahrain Victorious TBV      | Bahrain Victorious TBV |
| ---------------------- | --------------------------- | ---------------------- |
| Nr                     | Kolarz                      | Miejsce                |
| 41                     | Damiano Caruso (ITA)        | 18.                    |
| 42                     | Kamil Gradek (POL)          | 111.                   |
| 43                     | Matevž Govekar (SLO)        | 98.                    |
| 44                     | Fran Miholjević (CRO) (ITT) | DNF-7                  |
| 45                     | Matej Mohorič (SLO)         | 1.                     |
| 46                     | Andrea Pasqualon (ITA)      | 96.                    |
| 47                     | Antonio Tiberi (ITA)        | 45.                    |

| Bora-Hansgrohe BOH | Bora-Hansgrohe BOH      | Bora-Hansgrohe BOH |
| ------------------ | ----------------------- | ------------------ |
| Nr                 | Kolarz                  | Miejsce            |
| 51                 | Lennard Kämna (GER)     | 50.                |
| 52                 | Giovanni Aleotti (ITA)  | 32.                |
| 53                 | Shane Archbold (NZL)    | 151.               |
| 54                 | Cesare Benedetti (POL)  | 63.                |
| 55                 | Sergio Higuita (COL)    | 19.                |
| 56                 | Ryan Mullen (IRL) (ITT) | 118.               |
| 57                 | Sam Bennett (IRL)       | DNS-6              |

| Cofidis COF | Cofidis COF           | Cofidis COF |
| ----------- | --------------------- | ----------- |
| Nr          | Kolarz                | Miejsce     |
| 61          | Max Walscheid (GER)   | 132.        |
| 62          | Piet Allegaert (BEL)  | 52.         |
| 63          | Davide Cimolai (ITA)  | 142.        |
| 64          | Rubén Fernández (ESP) | 33.         |
| 65          | Wesley Kreder (NED)   | DNF-4       |
| 66          | Jonathan Lastra (ESP) | 27.         |
| 67          | Harrison Wood (GBR)   | 107.        |

| EF Education-EasyPost EFE | EF Education-EasyPost EFE    | EF Education-EasyPost EFE |
| ------------------------- | ---------------------------- | ------------------------- |
| Nr                        | Kolarz                       | Miejsce                   |
| 71                        | Stefan Bissegger (SUI) (ITT) | DNS-7                     |
| 72                        | Stefan de Bod (RSA) (ITT)    | 31.                       |
| 73                        | Julius van den Berg (NED)    | 74.                       |
| 74                        | Jens Keukeleire (BEL)        | 76.                       |
| 75                        | Mark Padun (UKR)             | 100.                      |
| 76                        | Łukasz Wiśniowski (POL)      | 104.                      |
| 77                        | Marijn van den Berg (NED)    | 30.                       |

| Groupama-FDJ GFC | Groupama-FDJ GFC      | Groupama-FDJ GFC |
| ---------------- | --------------------- | ---------------- |
| Nr               | Kolarz                | Miejsce          |
| 81               | Lewis Askey (GBR)     | 43.              |
| 82               | Clément Davy (FRA)    | 99.              |
| 83               | Lorenzo Germani (ITA) | 60.              |
| 84               | Lenny Martinez (FRA)  | 12.              |
| 85               | Paul Penhoët (FRA)    | 95.              |
| 86               | Samuel Watson (GBR)   | DNS-6            |
| 87               | Bram Welten (NED)     | 114.             |

| Intermarché-Circus-Wanty ICW | Intermarché-Circus-Wanty ICW | Intermarché-Circus-Wanty ICW |
| ---------------------------- | ---------------------------- | ---------------------------- |
| Nr                           | Kolarz                       | Miejsce                      |
| 91                           | Dries De Pooter (BEL)        | 83.                          |
| 92                           | Rune Herregodts (BEL)        | 82.                          |
| 93                           | Julius Johansen (DEN)        | DNS-1                        |
| 94                           | Madis Mihkels (EST)          | 59.                          |
| 95                           | Hugo Page (FRA)              | 105.                         |
| 96                           | Gerben Thijssen (BEL)        | 130.                         |
| 97                           | Boy van Poppel (NED)         | 101.                         |

| Jumbo-Visma TJV | Jumbo-Visma TJV           | Jumbo-Visma TJV |
| --------------- | ------------------------- | --------------- |
| Nr              | Kolarz                    | Miejsce         |
| 101             | Koen Bouwman (NED)        | 53.             |
| 102             | Jos van Emden (NED) (ITT) | DNF-4           |
| 103             | Tobias Foss (NOR) (ITT)   | 42.             |
| 104             | Mick van Dijke (NED)      | DNS-6           |
| 105             | Olav Kooij (NED)          | DNS-6           |
| 106             | Sam Oomen (NED)           | 26.             |
| 107             | Tosh Van der Sande (BEL)  | 54.             |

| Lidl-Trek LTK | Lidl-Trek LTK           | Lidl-Trek LTK |
| ------------- | ----------------------- | ------------- |
| Nr            | Kolarz                  | Miejsce       |
| 111           | Jon Aberasturi (ESP)    | DNS-3         |
| 112           | Asbjørn Hellemose (DEN) | 34.           |
| 113           | Markus Hoelgaard (NOR)  | 39.           |
| 114           | Jacopo Mosca (ITA)      | 93.           |
| 115           | Edward Theuns (BEL)     | 79.           |
| 116           | Antwan Tolhoek (NED)    | 48.           |
| 117           | Otto Vergaerde (BEL)    | 80.           |

| Movistar Team MOV | Movistar Team MOV       | Movistar Team MOV |
| ----------------- | ----------------------- | ----------------- |
| Nr                | Kolarz                  | Miejsce           |
| 121               | Fernando Gaviria (COL)  | 136.              |
| 122               | Imanol Erviti (ESP)     | 64.               |
| 123               | Ruben Guerreiro (POR)   | 25.               |
| 124               | Max Kanter (GER)        | 94.               |
| 125               | Mathias Norsgaard (DEN) | 119.              |
| 126               | Juri Hollmann (GER)     | 103.              |
| 127               | Sergio Samitier (ESP)   | 102.              |

| Soudal Quick-Step SOQ | Soudal Quick-Step SOQ    | Soudal Quick-Step SOQ |
| --------------------- | ------------------------ | --------------------- |
| Nr                    | Kolarz                   | Miejsce               |
| 131                   | Mattia Cattaneo (ITA)    | 5.                    |
| 132                   | Josef Černý (CZE)        | 109.                  |
| 133                   | Jan Hirt (CZE)           | 65.                   |
| 134                   | Tim Merlier (BEL)        | 112.                  |
| 135                   | Bert Van Lerberghe (BEL) | 86.                   |
| 136                   | Ilan Van Wilder (BEL)    | 4.                    |
| 137                   | Louis Vervaeke (BEL)     | 17.                   |

| Lotto Dstny LTD | Lotto Dstny LTD           | Lotto Dstny LTD |
| --------------- | ------------------------- | --------------- |
| Nr              | Kolarz                    | Miejsce         |
| 141             | Thomas De Gendt (BEL)     | 89.             |
| 142             | Andreas Kron (DEN)        | 70.             |
| 144             | Milan Menten (BEL)        | 90.             |
| 145             | Sylvain Moniquet (BEL)    | 11.             |
| 146             | Michael Schwarzmann (GER) | 115.            |
| 147             | Rüdiger Selig (GER)       | 120.            |
| 148             | Lennert Van Eetvelt (BEL) | 15.             |

| Arkéa-Samsic ARK | Arkéa-Samsic ARK      | Arkéa-Samsic ARK |
| ---------------- | --------------------- | ---------------- |
| Nr               | Kolarz                | Miejsce          |
| 151              | Kévin Vauquelin (FRA) | 20.              |
| 152              | Michel Ries (LUX)     | 35.              |
| 153              | Clément Russo (FRA)   | 87.              |
| 154              | Łukasz Owsian (POL)   | 58.              |
| 155              | Daniel McLay (GBR)    | DNF-7            |
| 156              | Kévin Ledanois (FRA)  | DNS-3            |
| 157              | David Dekker (NED)    | 150.             |

| Team DSM-Firmenich DSM | Team DSM-Firmenich DSM     | Team DSM-Firmenich DSM |
| ---------------------- | -------------------------- | ---------------------- |
| Nr                     | Kolarz                     | Miejsce                |
| 161                    | Tobias Lund Andresen (DEN) | 97.                    |
| 162                    | Patrick Bevin (NZL)        | DNS-2                  |
| 163                    | Sean Flynn (GBR)           | 66.                    |
| 164                    | Lorenzo Milesi (ITA)       | 56.                    |
| 165                    | Oscar Onley (GBR)          | 10.                    |
| 166                    | Max Poole (GBR)            | 38.                    |
| 167                    | Casper van Uden (NED)      | 91.                    |

| Team Jayco AlUla JAY | Team Jayco AlUla JAY     | Team Jayco AlUla JAY |
| -------------------- | ------------------------ | -------------------- |
| Nr                   | Kolarz                   | Miejsce              |
| 171                  | Edward Dunbar (IRL)      | 7.                   |
| 172                  | Tsgabu Grmay (ETH) (ITT) | 44.                  |
| 173                  | Lucas Hamilton (AUS)     | 68.                  |
| 174                  | Michael Hepburn (AUS)    | 122.                 |
| 175                  | Matteo Sobrero (ITA)     | 28.                  |
| 176                  | Blake Quick (AUS)        | 135.                 |
| 177                  | Callum Scotson (AUS)     | 55.                  |

| UAE Team Emirates UAD | UAE Team Emirates UAD       | UAE Team Emirates UAD |
| --------------------- | --------------------------- | --------------------- |
| Nr                    | Kolarz                      | Miejsce               |
| 181                   | Pascal Ackermann (GER)      | 134.                  |
| 182                   | João Almeida (POR) (ITT)    | 2.                    |
| 183                   | Finn Fisher-Black (NZL)     | 77.                   |
| 184                   | Davide Formolo (ITA)        | 67.                   |
| 185                   | Rafał Majka (POL)           | 8.                    |
| 186                   | Brandon McNulty (USA) (ITT) | 6.                    |
| 187                   | Tim Wellens (BEL)           | 40.                   |

| Human Powered Health HPM | Human Powered Health HPM    | Human Powered Health HPM |
| ------------------------ | --------------------------- | ------------------------ |
| Nr                       | Kolarz                      | Miejsce                  |
| 191                      | Stanisław Aniołkowski (POL) | 116.                     |
| 192                      | Alan Banaszek (POL) (szosa) | 141.                     |
| 193                      | Paul Double (GBR)           | 108.                     |
| 194                      | Barnabás Peák (HUN)         | 147.                     |
| 195                      | Sebastian Schönberger (AUT) | 37.                      |
| 196                      | Sasha Weemaes (BEL)         | 149.                     |
| 197                      | Gijs Van Hoecke (BEL)       | 121.                     |

| Q36.5 Pro Cycling Team Q36 | Q36.5 Pro Cycling Team Q36 | Q36.5 Pro Cycling Team Q36 |
| -------------------------- | -------------------------- | -------------------------- |
| Nr                         | Kolarz                     | Miejsce                    |
| 201                        | Jack Bauer (NZL)           | 106.                       |
| 202                        | Mark Donovan (GBR)         | 24.                        |
| 203                        | Carl Fredrik Hagen (NOR)   | 46.                        |
| 204                        | Tobias Ludvigsson (SWE)    | 85.                        |
| 205                        | Kamil Małecki (POL)        | 124.                       |
| 206                        | Matteo Moschetti (ITA)     | 126.                       |
| 207                        | Szymon Sajnok (POL)        | 128.                       |

| Team Novo Nordisk TNN | Team Novo Nordisk TNN | Team Novo Nordisk TNN |
| --------------------- | --------------------- | --------------------- |
| Nr                    | Kolarz                | Miejsce               |
| 211                   | Matyáš Kopecký (CZE)  | 113.                  |
| 212                   | Andrea Peron (ITA)    | 123.                  |
| 213                   | Filippo Ridolfo (ITA) | 131.                  |
| 214                   | Péter Kusztor (HUN)   | 78.                   |
| 215                   | Sam Brand (GBR)       | 125.                  |
| 216                   | David Lozano (ESP)    | 75.                   |
| 217                   | Umberto Poli (ITA)    | 145.                  |

| Tudor Pro Cycling Team TUD | Tudor Pro Cycling Team TUD     | Tudor Pro Cycling Team TUD |
| -------------------------- | ------------------------------ | -------------------------- |
| Nr                         | Kolarz                         | Miejsce                    |
| 221                        | Sebastian Kolze Changizi (DEN) | 129.                       |
| 222                        | Arvid de Kleijn (NED)          | 144.                       |
| 223                        | Alexander Kamp (DEN)           | 110.                       |
| 224                        | Rick Pluimers (NED)            | 81.                        |
| 225                        | Joël Suter (SUI)               | 143.                       |
| 226                        | Yannis Voisard (SUI)           | 16.                        |
| 227                        | Maikel Zijlaard (NED)          | DNF-3                      |

| Polska POL | Polska POL       | Polska POL |
| ---------- | ---------------- | ---------- |
| Nr         | Kolarz           | Miejsce    |
| 231        | Marcin Budziński | 41.        |
| 232        | Jakub Kaczmarek  | 84.        |
| 233        | Norbert Banaszek | 140.       |
| 234        | Patryk Stosz     | 117.       |
| 235        | Piotr Brożyna    | 61.        |
| 236        | Maciej Paterski  | 88.        |
| 237        | Bartłomiej Proć  | OTL-3      |

Legenda: DNF – nie ukończył etapu, OTL – przekroczył limit czasu, DNS – nie wystartował do etapu, DSQ – zdyskwalifikowany. Numer przy skrócie oznacza etap, na którym kolarz opuścił wyścig.

## Wyniki etapów

### Etap 1
| Poznań - Poznań | płaski | (183,7 km) |

W trakcie etapu nad trasą przeszła nawałnica. Z powodu mokrej nawierzchni doszło do kilu kraks, największa miała miejsce sześć kilometrów przed metą. W związku z tym wyniki etapu zostały zneutralizowane: wszystkim kolarzom, którzy dotarli do mety, został zaliczony czas zwycięzcy.
| \| Klasyfikacja etapu \| Klasyfikacja etapu \| Klasyfikacja etapu \| Klasyfikacja etapu \| Klasyfikacja etapu \| \| Kolarz \| Kolarz \| Państwo \| Drużyna \| Czas \| \| ------------------ \| --------------------- \| ------------------ \| ------------------------ \| ------------------ \| \| 1. \| Tim Merlier \| Belgia \| Soudal Quick-Step \| 4h 15' 37" \| \| 2. \| Olav Kooij \| Holandia \| Jumbo-Visma \| + 0" \| \| 3. \| Fernando Gaviria \| Kolumbia \| Movistar Team \| + 0" \| \| 4. \| Sam Bennett \| Irlandia \| Bora-Hansgrohe \| + 0" \| \| 5. \| Max Walscheid \| Niemcy \| Cofidis \| + 0" \| \| 6. \| Maciej Paterski \| Polska \| Polska \| + 0" \| \| 7. \| Stanisław Aniołkowski \| Polska \| Human Powered Health \| + 0" \| \| 8. \| Jon Aberasturi \| Hiszpania \| Lidl-Trek \| + 0" \| \| 9. \| Jakub Mareczko \| Włochy \| Alpecin-Deceuninck \| + 0" \| \| 10. \| Gerben Thijssen \| Belgia \| Intermarché-Circus-Wanty \| + 0" \| |                       |           |                          |            |
| |                       |           |                          |            |
| Źródło: ProCyclingStats |                       |           |                          |            |
| Klasyfikacja etapu |                       |           |                          |            |
| Kolarz | Kolarz                | Państwo   | Drużyna                  | Czas       |
| 1. | Tim Merlier           | Belgia    | Soudal Quick-Step        | 4h 15' 37" |
| 2. | Olav Kooij            | Holandia  | Jumbo-Visma              | + 0"       |
| 3. | Fernando Gaviria      | Kolumbia  | Movistar Team            | + 0"       |
| 4. | Sam Bennett           | Irlandia  | Bora-Hansgrohe           | + 0"       |
| 5. | Max Walscheid         | Niemcy    | Cofidis                  | + 0"       |
| 6. | Maciej Paterski       | Polska    | Polska                   | + 0"       |
| 7. | Stanisław Aniołkowski | Polska    | Human Powered Health     | + 0"       |
| 8. | Jon Aberasturi        | Hiszpania | Lidl-Trek                | + 0"       |
| 9. | Jakub Mareczko        | Włochy    | Alpecin-Deceuninck       | + 0"       |
| 10. | Gerben Thijssen       | Belgia    | Intermarché-Circus-Wanty | + 0"       |

| \| Klasyfikacja generalna \| Klasyfikacja generalna \| Klasyfikacja generalna \| Klasyfikacja generalna \| Klasyfikacja generalna \| \| Kolarz \| Kolarz \| Państwo \| Drużyna \| Czas \| \| ---------------------- \| ---------------------- \| ---------------------- \| ------------------------ \| ---------------------- \| \| 1. \| Tim Merlier \| Belgia \| Soudal Quick-Step \| 4h 15' 37" \| \| 2. \| Olav Kooij \| Holandia \| Jumbo-Visma \| + 4" \| \| 3. \| Fernando Gaviria \| Kolumbia \| Movistar Team \| + 6" \| \| 4. \| Sam Bennett \| Irlandia \| Bora-Hansgrohe \| + 10" \| \| 5. \| Max Walscheid \| Niemcy \| Cofidis \| + 10" \| \| 6. \| Maciej Paterski \| Polska \| Polska \| + 10" \| \| 7. \| Stanisław Aniołkowski \| Polska \| Human Powered Health \| + 10" \| \| 8. \| Jon Aberasturi \| Hiszpania \| Lidl-Trek \| + 10" \| \| 9. \| Jakub Mareczko \| Włochy \| Alpecin-Deceuninck \| + 10" \| \| 10. \| Gerben Thijssen \| Belgia \| Intermarché-Circus-Wanty \| + 10" \| |                       |           |                          |            |
| |                       |           |                          |            |
| Źródło: ProCyclingStats |                       |           |                          |            |
| Klasyfikacja generalna |                       |           |                          |            |
| Kolarz | Kolarz                | Państwo   | Drużyna                  | Czas       |
| 1. | Tim Merlier           | Belgia    | Soudal Quick-Step        | 4h 15' 37" |
| 2. | Olav Kooij            | Holandia  | Jumbo-Visma              | + 4"       |
| 3. | Fernando Gaviria      | Kolumbia  | Movistar Team            | + 6"       |
| 4. | Sam Bennett           | Irlandia  | Bora-Hansgrohe           | + 10"      |
| 5. | Max Walscheid         | Niemcy    | Cofidis                  | + 10"      |
| 6. | Maciej Paterski       | Polska    | Polska                   | + 10"      |
| 7. | Stanisław Aniołkowski | Polska    | Human Powered Health     | + 10"      |
| 8. | Jon Aberasturi        | Hiszpania | Lidl-Trek                | + 10"      |
| 9. | Jakub Mareczko        | Włochy    | Alpecin-Deceuninck       | + 10"      |
| 10. | Gerben Thijssen       | Belgia    | Intermarché-Circus-Wanty | + 10"      |

### Etap 2
| Leszno - Karpacz | pagórkowaty | (202,9 km) |

| \| Klasyfikacja etapu \| Klasyfikacja etapu \| Klasyfikacja etapu \| Klasyfikacja etapu \| Klasyfikacja etapu \| \| Kolarz \| Kolarz \| Państwo \| Drużyna \| Czas \| \| ------------------ \| ------------------- \| ------------------ \| --------------------- \| ------------------ \| \| 1. \| Matej Mohorič \| Słowenia \| Bahrain Victorious \| 4h 56' 59" \| \| 2. \| João Almeida \| Portugalia \| UAE Team Emirates \| + 0" \| \| 3. \| Michał Kwiatkowski \| Polska \| Ineos Grenadiers \| + 4" \| \| 4. \| Oscar Onley \| Wielka Brytania \| Team DSM-Firmenich \| + 4" \| \| 5. \| Ilan Van Wilder \| Belgia \| Soudal Quick-Step \| + 4" \| \| 6. \| Lenny Martinez \| Francja \| Groupama-FDJ \| + 4" \| \| 7. \| Samuele Battistella \| Włochy \| Astana Qazaqstan Team \| + 4" \| \| 8. \| Edward Dunbar \| Irlandia \| Team Jayco AlUla \| + 4" \| \| 9. \| Sylvain Moniquet \| Belgia \| Lotto Dstny \| + 4" \| \| 10. \| Rafał Majka \| Polska \| UAE Team Emirates \| + 4" \| |                     |                 |                       |            |
| |                     |                 |                       |            |
| Źródło: ProCyclingStats |                     |                 |                       |            |
| Klasyfikacja etapu |                     |                 |                       |            |
| Kolarz | Kolarz              | Państwo         | Drużyna               | Czas       |
| 1. | Matej Mohorič       | Słowenia        | Bahrain Victorious    | 4h 56' 59" |
| 2. | João Almeida        | Portugalia      | UAE Team Emirates     | + 0"       |
| 3. | Michał Kwiatkowski  | Polska          | Ineos Grenadiers      | + 4"       |
| 4. | Oscar Onley         | Wielka Brytania | Team DSM-Firmenich    | + 4"       |
| 5. | Ilan Van Wilder     | Belgia          | Soudal Quick-Step     | + 4"       |
| 6. | Lenny Martinez      | Francja         | Groupama-FDJ          | + 4"       |
| 7. | Samuele Battistella | Włochy          | Astana Qazaqstan Team | + 4"       |
| 8. | Edward Dunbar       | Irlandia        | Team Jayco AlUla      | + 4"       |
| 9. | Sylvain Moniquet    | Belgia          | Lotto Dstny           | + 4"       |
| 10. | Rafał Majka         | Polska          | UAE Team Emirates     | + 4"       |

| \| Klasyfikacja generalna \| Klasyfikacja generalna \| Klasyfikacja generalna \| Klasyfikacja generalna \| Klasyfikacja generalna \| \| Kolarz \| Kolarz \| Państwo \| Drużyna \| Czas \| \| ---------------------- \| ---------------------- \| ---------------------- \| ---------------------- \| ---------------------- \| \| 1. \| Matej Mohorič \| Słowenia \| Bahrain Victorious \| 9h 07' 07" \| \| 2. \| João Almeida \| Portugalia \| UAE Team Emirates \| + 4" \| \| 3. \| Michał Kwiatkowski \| Polska \| Ineos Grenadiers \| + 10" \| \| 4. \| Ilan Van Wilder \| Belgia \| Soudal Quick-Step \| + 14" \| \| 5. \| Edward Dunbar \| Irlandia \| Team Jayco AlUla \| + 14" \| \| 6. \| Samuele Battistella \| Włochy \| Astana Qazaqstan Team \| + 14" \| \| 7. \| Oscar Onley \| Wielka Brytania \| Team DSM-Firmenich \| + 14" \| \| 8. \| Sylvain Moniquet \| Belgia \| Lotto Dstny \| + 14" \| \| 9. \| Lenny Martinez \| Francja \| Groupama-FDJ \| + 14" \| \| 10. \| Rafał Majka \| Polska \| UAE Team Emirates \| + 14" \| |                     |                 |                       |            |
| |                     |                 |                       |            |
| Źródło: ProCyclingStats |                     |                 |                       |            |
| Klasyfikacja generalna |                     |                 |                       |            |
| Kolarz | Kolarz              | Państwo         | Drużyna               | Czas       |
| 1. | Matej Mohorič       | Słowenia        | Bahrain Victorious    | 9h 07' 07" |
| 2. | João Almeida        | Portugalia      | UAE Team Emirates     | + 4"       |
| 3. | Michał Kwiatkowski  | Polska          | Ineos Grenadiers      | + 10"      |
| 4. | Ilan Van Wilder     | Belgia          | Soudal Quick-Step     | + 14"      |
| 5. | Edward Dunbar       | Irlandia        | Team Jayco AlUla      | + 14"      |
| 6. | Samuele Battistella | Włochy          | Astana Qazaqstan Team | + 14"      |
| 7. | Oscar Onley         | Wielka Brytania | Team DSM-Firmenich    | + 14"      |
| 8. | Sylvain Moniquet    | Belgia          | Lotto Dstny           | + 14"      |
| 9. | Lenny Martinez      | Francja         | Groupama-FDJ          | + 14"      |
| 10. | Rafał Majka         | Polska          | UAE Team Emirates     | + 14"      |

### Etap 3
| Wałbrzych - Duszniki-Zdrój | górzysty | (163,3 km) |

| \| Klasyfikacja etapu \| Klasyfikacja etapu \| Klasyfikacja etapu \| Klasyfikacja etapu \| Klasyfikacja etapu \| \| Kolarz \| Kolarz \| Państwo \| Drużyna \| Czas \| \| ------------------ \| ------------------ \| ------------------ \| --------------------- \| ------------------ \| \| 1. \| Rafał Majka \| Polska \| UAE Team Emirates \| 4h 07' 55" \| \| 2. \| Matej Mohorič \| Słowenia \| Bahrain Victorious \| + 0" \| \| 3. \| Michał Kwiatkowski \| Polska \| Ineos Grenadiers \| + 0" \| \| 4. \| Ilan Van Wilder \| Belgia \| Soudal Quick-Step \| + 0" \| \| 5. \| Oscar Onley \| Wielka Brytania \| Team DSM-Firmenich \| + 0" \| \| 6. \| Christian Scaroni \| Włochy \| Astana Qazaqstan Team \| + 0" \| \| 7. \| Lenny Martinez \| Francja \| Groupama-FDJ \| + 0" \| \| 8. \| Andrea Vendrame \| Włochy \| AG2R Citroën Team \| + 0" \| \| 9. \| João Almeida \| Portugalia \| UAE Team Emirates \| + 0" \| \| 10. \| Sergio Higuita \| Kolumbia \| Bora-Hansgrohe \| + 0" \| |                    |                 |                       |            |
| |                    |                 |                       |            |
| Źródło: ProCyclingStats |                    |                 |                       |            |
| Klasyfikacja etapu |                    |                 |                       |            |
| Kolarz | Kolarz             | Państwo         | Drużyna               | Czas       |
| 1. | Rafał Majka        | Polska          | UAE Team Emirates     | 4h 07' 55" |
| 2. | Matej Mohorič      | Słowenia        | Bahrain Victorious    | + 0"       |
| 3. | Michał Kwiatkowski | Polska          | Ineos Grenadiers      | + 0"       |
| 4. | Ilan Van Wilder    | Belgia          | Soudal Quick-Step     | + 0"       |
| 5. | Oscar Onley        | Wielka Brytania | Team DSM-Firmenich    | + 0"       |
| 6. | Christian Scaroni  | Włochy          | Astana Qazaqstan Team | + 0"       |
| 7. | Lenny Martinez     | Francja         | Groupama-FDJ          | + 0"       |
| 8. | Andrea Vendrame    | Włochy          | AG2R Citroën Team     | + 0"       |
| 9. | João Almeida       | Portugalia      | UAE Team Emirates     | + 0"       |
| 10. | Sergio Higuita     | Kolumbia        | Bora-Hansgrohe        | + 0"       |

| \| Klasyfikacja generalna \| Klasyfikacja generalna \| Klasyfikacja generalna \| Klasyfikacja generalna \| Klasyfikacja generalna \| \| Kolarz \| Kolarz \| Państwo \| Drużyna \| Czas \| \| ---------------------- \| ---------------------- \| ---------------------- \| ---------------------- \| ---------------------- \| \| 1. \| Matej Mohorič \| Słowenia \| Bahrain Victorious \| 13h 14' 56" \| \| 2. \| Rafał Majka \| Polska \| UAE Team Emirates \| + 10" \| \| 3. \| João Almeida \| Portugalia \| UAE Team Emirates \| + 10" \| \| 4. \| Michał Kwiatkowski \| Polska \| Ineos Grenadiers \| + 12" \| \| 5. \| Ilan Van Wilder \| Belgia \| Soudal Quick-Step \| + 20" \| \| 6. \| Samuele Battistella \| Włochy \| Astana Qazaqstan Team \| + 20" \| \| 7. \| Oscar Onley \| Wielka Brytania \| Team DSM-Firmenich \| + 20" \| \| 8. \| Edward Dunbar \| Irlandia \| Team Jayco AlUla \| + 20" \| \| 9. \| Lenny Martinez \| Francja \| Groupama-FDJ \| + 20" \| \| 10. \| Sylvain Moniquet \| Belgia \| Lotto Dstny \| + 20" \| |                     |                 |                       |             |
| |                     |                 |                       |             |
| Źródło: ProCyclingStats |                     |                 |                       |             |
| Klasyfikacja generalna |                     |                 |                       |             |
| Kolarz | Kolarz              | Państwo         | Drużyna               | Czas        |
| 1. | Matej Mohorič       | Słowenia        | Bahrain Victorious    | 13h 14' 56" |
| 2. | Rafał Majka         | Polska          | UAE Team Emirates     | + 10"       |
| 3. | João Almeida        | Portugalia      | UAE Team Emirates     | + 10"       |
| 4. | Michał Kwiatkowski  | Polska          | Ineos Grenadiers      | + 12"       |
| 5. | Ilan Van Wilder     | Belgia          | Soudal Quick-Step     | + 20"       |
| 6. | Samuele Battistella | Włochy          | Astana Qazaqstan Team | + 20"       |
| 7. | Oscar Onley         | Wielka Brytania | Team DSM-Firmenich    | + 20"       |
| 8. | Edward Dunbar       | Irlandia        | Team Jayco AlUla      | + 20"       |
| 9. | Lenny Martinez      | Francja         | Groupama-FDJ          | + 20"       |
| 10. | Sylvain Moniquet    | Belgia          | Lotto Dstny           | + 20"       |

### Etap 4
| Strzelin - Opole | płaski | (198,6 km) |

| \| Klasyfikacja etapu \| Klasyfikacja etapu \| Klasyfikacja etapu \| Klasyfikacja etapu \| Klasyfikacja etapu \| \| Kolarz \| Kolarz \| Państwo \| Drużyna \| Czas \| \| ------------------ \| ------------------- \| ------------------ \| ---------------------- \| ------------------ \| \| 1. \| Olav Kooij \| Holandia \| Jumbo-Visma \| 4h 23' 15" \| \| 2. \| Marijn van den Berg \| Holandia \| EF Education-EasyPost \| + 0" \| \| 3. \| Matteo Moschetti \| Włochy \| Q36.5 Pro Cycling Team \| + 0" \| \| 4. \| Max Walscheid \| Niemcy \| Cofidis \| + 0" \| \| 5. \| Sam Bennett \| Irlandia \| Bora-Hansgrohe \| + 0" \| \| 6. \| Jakub Mareczko \| Włochy \| Alpecin-Deceuninck \| + 0" \| \| 7. \| Tim Merlier \| Belgia \| Soudal Quick-Step \| + 0" \| \| 8. \| Arvid de Kleijn \| Holandia \| Tudor Pro Cycling Team \| + 0" \| \| 9. \| Lionel Taminiaux \| Belgia \| Alpecin-Deceuninck \| + 0" \| \| 10. \| Matyáš Kopecký \| Czechy \| Team Novo Nordisk \| + 0" \| |                     |          |                        |            |
| |                     |          |                        |            |
| Źródło: ProCyclingStats |                     |          |                        |            |
| Klasyfikacja etapu |                     |          |                        |            |
| Kolarz | Kolarz              | Państwo  | Drużyna                | Czas       |
| 1. | Olav Kooij          | Holandia | Jumbo-Visma            | 4h 23' 15" |
| 2. | Marijn van den Berg | Holandia | EF Education-EasyPost  | + 0"       |
| 3. | Matteo Moschetti    | Włochy   | Q36.5 Pro Cycling Team | + 0"       |
| 4. | Max Walscheid       | Niemcy   | Cofidis                | + 0"       |
| 5. | Sam Bennett         | Irlandia | Bora-Hansgrohe         | + 0"       |
| 6. | Jakub Mareczko      | Włochy   | Alpecin-Deceuninck     | + 0"       |
| 7. | Tim Merlier         | Belgia   | Soudal Quick-Step      | + 0"       |
| 8. | Arvid de Kleijn     | Holandia | Tudor Pro Cycling Team | + 0"       |
| 9. | Lionel Taminiaux    | Belgia   | Alpecin-Deceuninck     | + 0"       |
| 10. | Matyáš Kopecký      | Czechy   | Team Novo Nordisk      | + 0"       |

| \| Klasyfikacja generalna \| Klasyfikacja generalna \| Klasyfikacja generalna \| Klasyfikacja generalna \| Klasyfikacja generalna \| \| Kolarz \| Kolarz \| Państwo \| Drużyna \| Czas \| \| ---------------------- \| ---------------------- \| ---------------------- \| ---------------------- \| ---------------------- \| \| 1. \| Matej Mohorič \| Słowenia \| Bahrain Victorious \| 17h 38' 11" \| \| 2. \| João Almeida \| Portugalia \| UAE Team Emirates \| + 10" \| \| 3. \| Rafał Majka \| Polska \| UAE Team Emirates \| + 10" \| \| 4. \| Michał Kwiatkowski \| Polska \| Ineos Grenadiers \| + 12" \| \| 5. \| Edward Dunbar \| Irlandia \| Team Jayco AlUla \| + 20" \| \| 6. \| Ilan Van Wilder \| Belgia \| Soudal Quick-Step \| + 20" \| \| 7. \| Oscar Onley \| Wielka Brytania \| Team DSM-Firmenich \| + 20" \| \| 8. \| Samuele Battistella \| Włochy \| Astana Qazaqstan Team \| + 20" \| \| 9. \| Lenny Martinez \| Francja \| Groupama-FDJ \| + 20" \| \| 10. \| Sylvain Moniquet \| Belgia \| Lotto Dstny \| + 20" \| |                     |                 |                       |             |
| |                     |                 |                       |             |
| Źródło: ProCyclingStats |                     |                 |                       |             |
| Klasyfikacja generalna |                     |                 |                       |             |
| Kolarz | Kolarz              | Państwo         | Drużyna               | Czas        |
| 1. | Matej Mohorič       | Słowenia        | Bahrain Victorious    | 17h 38' 11" |
| 2. | João Almeida        | Portugalia      | UAE Team Emirates     | + 10"       |
| 3. | Rafał Majka         | Polska          | UAE Team Emirates     | + 10"       |
| 4. | Michał Kwiatkowski  | Polska          | Ineos Grenadiers      | + 12"       |
| 5. | Edward Dunbar       | Irlandia        | Team Jayco AlUla      | + 20"       |
| 6. | Ilan Van Wilder     | Belgia          | Soudal Quick-Step     | + 20"       |
| 7. | Oscar Onley         | Wielka Brytania | Team DSM-Firmenich    | + 20"       |
| 8. | Samuele Battistella | Włochy          | Astana Qazaqstan Team | + 20"       |
| 9. | Lenny Martinez      | Francja         | Groupama-FDJ          | + 20"       |
| 10. | Sylvain Moniquet    | Belgia          | Lotto Dstny           | + 20"       |

### Etap 5
| Pszczyna - Bielsko-Biała | pagórkowaty | (198,8 km) |

| \| Klasyfikacja etapu \| Klasyfikacja etapu \| Klasyfikacja etapu \| Klasyfikacja etapu \| Klasyfikacja etapu \| \| Kolarz \| Kolarz \| Państwo \| Drużyna \| Czas \| \| ------------------ \| ------------------- \| ------------------ \| ------------------------- \| ------------------ \| \| 1. \| Marijn van den Berg \| Holandia \| EF Education-EasyPost \| 4h 51' 27" \| \| 2. \| Matej Mohorič \| Słowenia \| Bahrain Victorious \| + 0" \| \| 3. \| João Almeida \| Portugalia \| UAE Team Emirates \| + 0" \| \| 4. \| Michał Kwiatkowski \| Polska \| Ineos Grenadiers \| + 0" \| \| 5. \| Finn Fisher-Black \| Nowa Zelandia \| UAE Team Emirates \| + 0" \| \| 6. \| Andreas Kron \| Dania \| Lotto Dstny \| + 0" \| \| 7. \| Sergio Higuita \| Kolumbia \| Bora-Hansgrohe \| + 0" \| \| 8. \| Lewis Askey \| Wielka Brytania \| Groupama-FDJ \| + 0" \| \| 9. \| Christian Scaroni \| Włochy \| Astana Qazaqstan Team \| + 0" \| \| 10. \| Marcin Budziński \| Polska \| HRE Mazowsze Serce Polski \| + 0" \| |                     |                 |                           |            |
| |                     |                 |                           |            |
| Źródło: ProCyclingStats |                     |                 |                           |            |
| Klasyfikacja etapu |                     |                 |                           |            |
| Kolarz | Kolarz              | Państwo         | Drużyna                   | Czas       |
| 1. | Marijn van den Berg | Holandia        | EF Education-EasyPost     | 4h 51' 27" |
| 2. | Matej Mohorič       | Słowenia        | Bahrain Victorious        | + 0"       |
| 3. | João Almeida        | Portugalia      | UAE Team Emirates         | + 0"       |
| 4. | Michał Kwiatkowski  | Polska          | Ineos Grenadiers          | + 0"       |
| 5. | Finn Fisher-Black   | Nowa Zelandia   | UAE Team Emirates         | + 0"       |
| 6. | Andreas Kron        | Dania           | Lotto Dstny               | + 0"       |
| 7. | Sergio Higuita      | Kolumbia        | Bora-Hansgrohe            | + 0"       |
| 8. | Lewis Askey         | Wielka Brytania | Groupama-FDJ              | + 0"       |
| 9. | Christian Scaroni   | Włochy          | Astana Qazaqstan Team     | + 0"       |
| 10. | Marcin Budziński    | Polska          | HRE Mazowsze Serce Polski | + 0"       |

| \| Klasyfikacja generalna \| Klasyfikacja generalna \| Klasyfikacja generalna \| Klasyfikacja generalna \| Klasyfikacja generalna \| \| Kolarz \| Kolarz \| Państwo \| Drużyna \| Czas \| \| ---------------------- \| ---------------------- \| ---------------------- \| ---------------------- \| ---------------------- \| \| 1. \| Matej Mohorič \| Słowenia \| Bahrain Victorious \| 22h 29' 32" \| \| 2. \| João Almeida \| Portugalia \| UAE Team Emirates \| + 12" \| \| 3. \| Rafał Majka \| Polska \| UAE Team Emirates \| + 16" \| \| 4. \| Michał Kwiatkowski \| Polska \| Ineos Grenadiers \| + 18" \| \| 5. \| Oscar Onley \| Wielka Brytania \| Team DSM-Firmenich \| + 26" \| \| 6. \| Edward Dunbar \| Irlandia \| Team Jayco AlUla \| + 26" \| \| 7. \| Ilan Van Wilder \| Belgia \| Soudal Quick-Step \| + 26" \| \| 8. \| Samuele Battistella \| Włochy \| Astana Qazaqstan Team \| + 26" \| \| 9. \| Sylvain Moniquet \| Belgia \| Lotto Dstny \| + 26" \| \| 10. \| Lenny Martinez \| Francja \| Groupama-FDJ \| + 26" \| |                     |                 |                       |             |
| |                     |                 |                       |             |
| Źródło: ProCyclingStats |                     |                 |                       |             |
| Klasyfikacja generalna |                     |                 |                       |             |
| Kolarz | Kolarz              | Państwo         | Drużyna               | Czas        |
| 1. | Matej Mohorič       | Słowenia        | Bahrain Victorious    | 22h 29' 32" |
| 2. | João Almeida        | Portugalia      | UAE Team Emirates     | + 12"       |
| 3. | Rafał Majka         | Polska          | UAE Team Emirates     | + 16"       |
| 4. | Michał Kwiatkowski  | Polska          | Ineos Grenadiers      | + 18"       |
| 5. | Oscar Onley         | Wielka Brytania | Team DSM-Firmenich    | + 26"       |
| 6. | Edward Dunbar       | Irlandia        | Team Jayco AlUla      | + 26"       |
| 7. | Ilan Van Wilder     | Belgia          | Soudal Quick-Step     | + 26"       |
| 8. | Samuele Battistella | Włochy          | Astana Qazaqstan Team | + 26"       |
| 9. | Sylvain Moniquet    | Belgia          | Lotto Dstny           | + 26"       |
| 10. | Lenny Martinez      | Francja         | Groupama-FDJ          | + 26"       |

### Etap 6
| Katowice - Katowice | jazda indywidualna na czas | (16,6 km) |

| \| Klasyfikacja etapu \| Klasyfikacja etapu \| Klasyfikacja etapu \| Klasyfikacja etapu \| Klasyfikacja etapu \| \| Kolarz \| Kolarz \| Państwo \| Drużyna \| Czas \| \| ------------------ \| ------------------ \| ------------------ \| ------------------ \| ------------------ \| \| 1. \| Mattia Cattaneo \| Włochy \| Soudal Quick-Step \| 19' 10" \| \| 2. \| João Almeida \| Portugalia \| UAE Team Emirates \| + 13" \| \| 3. \| Geraint Thomas \| Wielka Brytania \| Ineos Grenadiers \| + 14" \| \| 4. \| Finn Fisher-Black \| Nowa Zelandia \| UAE Team Emirates \| + 16" \| \| 5. \| Tim Wellens \| Belgia \| UAE Team Emirates \| + 17" \| \| 6. \| Ilan Van Wilder \| Belgia \| Soudal Quick-Step \| + 18" \| \| 7. \| Kévin Vauquelin \| Francja \| Arkéa-Samsic \| + 18" \| \| 8. \| Michał Kwiatkowski \| Polska \| Ineos Grenadiers \| + 21" \| \| 9. \| Tobias Foss \| Norwegia \| Jumbo-Visma \| + 21" \| \| 10. \| Brandon McNulty \| Stany Zjednoczone \| UAE Team Emirates \| + 24" \| |                    |                   |                   |         |
| |                    |                   |                   |         |
| Źródło: ProCyclingStats |                    |                   |                   |         |
| Klasyfikacja etapu |                    |                   |                   |         |
| Kolarz | Kolarz             | Państwo           | Drużyna           | Czas    |
| 1. | Mattia Cattaneo    | Włochy            | Soudal Quick-Step | 19' 10" |
| 2. | João Almeida       | Portugalia        | UAE Team Emirates | + 13"   |
| 3. | Geraint Thomas     | Wielka Brytania   | Ineos Grenadiers  | + 14"   |
| 4. | Finn Fisher-Black  | Nowa Zelandia     | UAE Team Emirates | + 16"   |
| 5. | Tim Wellens        | Belgia            | UAE Team Emirates | + 17"   |
| 6. | Ilan Van Wilder    | Belgia            | Soudal Quick-Step | + 18"   |
| 7. | Kévin Vauquelin    | Francja           | Arkéa-Samsic      | + 18"   |
| 8. | Michał Kwiatkowski | Polska            | Ineos Grenadiers  | + 21"   |
| 9. | Tobias Foss        | Norwegia          | Jumbo-Visma       | + 21"   |
| 10. | Brandon McNulty    | Stany Zjednoczone | UAE Team Emirates | + 24"   |

| \| Klasyfikacja generalna \| Klasyfikacja generalna \| Klasyfikacja generalna \| Klasyfikacja generalna \| Klasyfikacja generalna \| \| Kolarz \| Kolarz \| Państwo \| Drużyna \| Czas \| \| ---------------------- \| ---------------------- \| ---------------------- \| ---------------------- \| ---------------------- \| \| 1. \| Matej Mohorič \| Słowenia \| Bahrain Victorious \| 22h 49' 07" \| \| 2. \| João Almeida \| Portugalia \| UAE Team Emirates \| + 0" \| \| 3. \| Michał Kwiatkowski \| Polska \| Ineos Grenadiers \| + 14" \| \| 4. \| Ilan Van Wilder \| Belgia \| Soudal Quick-Step \| + 19" \| \| 5. \| Mattia Cattaneo \| Włochy \| Soudal Quick-Step \| + 38" \| \| 6. \| Brandon McNulty \| Stany Zjednoczone \| UAE Team Emirates \| + 39" \| \| 7. \| Edward Dunbar \| Irlandia \| Team Jayco AlUla \| + 52" \| \| 8. \| Rafał Majka \| Polska \| UAE Team Emirates \| + 55" \| \| 9. \| Samuele Battistella \| Włochy \| Astana Qazaqstan Team \| + 57" \| \| 10. \| Oscar Onley \| Wielka Brytania \| Team DSM-Firmenich \| + 1' 04" \| |                     |                   |                       |             |
| |                     |                   |                       |             |
| Źródło: ProCyclingStats |                     |                   |                       |             |
| Klasyfikacja generalna |                     |                   |                       |             |
| Kolarz | Kolarz              | Państwo           | Drużyna               | Czas        |
| 1. | Matej Mohorič       | Słowenia          | Bahrain Victorious    | 22h 49' 07" |
| 2. | João Almeida        | Portugalia        | UAE Team Emirates     | + 0"        |
| 3. | Michał Kwiatkowski  | Polska            | Ineos Grenadiers      | + 14"       |
| 4. | Ilan Van Wilder     | Belgia            | Soudal Quick-Step     | + 19"       |
| 5. | Mattia Cattaneo     | Włochy            | Soudal Quick-Step     | + 38"       |
| 6. | Brandon McNulty     | Stany Zjednoczone | UAE Team Emirates     | + 39"       |
| 7. | Edward Dunbar       | Irlandia          | Team Jayco AlUla      | + 52"       |
| 8. | Rafał Majka         | Polska            | UAE Team Emirates     | + 55"       |
| 9. | Samuele Battistella | Włochy            | Astana Qazaqstan Team | + 57"       |
| 10. | Oscar Onley         | Wielka Brytania   | Team DSM-Firmenich    | + 1' 04"    |

### Etap 7
| Zabrze - Kraków | płaski | (166,6 km) |

| \| Klasyfikacja etapu \| Klasyfikacja etapu \| Klasyfikacja etapu \| Klasyfikacja etapu \| Klasyfikacja etapu \| \| Kolarz \| Kolarz \| Państwo \| Drużyna \| Czas \| \| ------------------ \| --------------------- \| ------------------ \| ------------------------ \| ------------------ \| \| 1. \| Tim Merlier \| Belgia \| Soudal Quick-Step \| 3h 28' 44" \| \| 2. \| Arvid de Kleijn \| Holandia \| Tudor Pro Cycling Team \| + 0" \| \| 3. \| Fernando Gaviria \| Kolumbia \| Movistar Team \| + 0" \| \| 4. \| Gerben Thijssen \| Belgia \| Intermarché-Circus-Wanty \| + 0" \| \| 5. \| Paul Penhoët \| Francja \| Groupama-FDJ \| + 0" \| \| 6. \| Stanisław Aniołkowski \| Polska \| Human Powered Health \| + 0" \| \| 7. \| Pierre Gautherat \| Francja \| AG2R Citroën Team \| + 0" \| \| 8. \| Rüdiger Selig \| Niemcy \| Lotto Dstny \| + 0" \| \| 9. \| Matteo Moschetti \| Włochy \| Q36.5 Pro Cycling Team \| + 0" \| \| 10. \| Andrea Pasqualon \| Włochy \| Bahrain Victorious \| + 0" \| |                       |          |                          |            |
| |                       |          |                          |            |
| Źródło: ProCyclingStats |                       |          |                          |            |
| Klasyfikacja etapu |                       |          |                          |            |
| Kolarz | Kolarz                | Państwo  | Drużyna                  | Czas       |
| 1. | Tim Merlier           | Belgia   | Soudal Quick-Step        | 3h 28' 44" |
| 2. | Arvid de Kleijn       | Holandia | Tudor Pro Cycling Team   | + 0"       |
| 3. | Fernando Gaviria      | Kolumbia | Movistar Team            | + 0"       |
| 4. | Gerben Thijssen       | Belgia   | Intermarché-Circus-Wanty | + 0"       |
| 5. | Paul Penhoët          | Francja  | Groupama-FDJ             | + 0"       |
| 6. | Stanisław Aniołkowski | Polska   | Human Powered Health     | + 0"       |
| 7. | Pierre Gautherat      | Francja  | AG2R Citroën Team        | + 0"       |
| 8. | Rüdiger Selig         | Niemcy   | Lotto Dstny              | + 0"       |
| 9. | Matteo Moschetti      | Włochy   | Q36.5 Pro Cycling Team   | + 0"       |
| 10. | Andrea Pasqualon      | Włochy   | Bahrain Victorious       | + 0"       |

## Klasyfikacje

### Klasyfikacja generalna
| \| Klasyfikacja generalna \| Klasyfikacja generalna \| Klasyfikacja generalna \| Klasyfikacja generalna \| Klasyfikacja generalna \| \| Kolarz \| Kolarz \| Państwo \| Drużyna \| Czas \| \| ---------------------- \| ---------------------- \| ---------------------- \| ---------------------- \| ---------------------- \| \| 1. \| Matej Mohorič \| Słowenia \| Bahrain Victorious \| 26h 17' 48" \| \| 2. \| João Almeida \| Portugalia \| UAE Team Emirates \| + 1" \| \| 3. \| Michał Kwiatkowski \| Polska \| Ineos Grenadiers \| + 17" \| \| 4. \| Ilan Van Wilder \| Belgia \| Soudal Quick-Step \| + 22" \| \| 5. \| Mattia Cattaneo \| Włochy \| Soudal Quick-Step \| + 41" \| \| 6. \| Brandon McNulty \| Stany Zjednoczone \| UAE Team Emirates \| + 42" \| \| 7. \| Edward Dunbar \| Irlandia \| Team Jayco AlUla \| + 55" \| \| 8. \| Rafał Majka \| Polska \| UAE Team Emirates \| + 58" \| \| 9. \| Samuele Battistella \| Włochy \| Astana Qazaqstan Team \| + 1' 00" \| \| 10. \| Oscar Onley \| Wielka Brytania \| Team DSM-Firmenich \| + 1' 07" \| |                     |                   |                       |             |
| |                     |                   |                       |             |
| Źródło: ProCyclingStats |                     |                   |                       |             |
| Klasyfikacja generalna |                     |                   |                       |             |
| Kolarz | Kolarz              | Państwo           | Drużyna               | Czas        |
| 1. | Matej Mohorič       | Słowenia          | Bahrain Victorious    | 26h 17' 48" |
| 2. | João Almeida        | Portugalia        | UAE Team Emirates     | + 1"        |
| 3. | Michał Kwiatkowski  | Polska            | Ineos Grenadiers      | + 17"       |
| 4. | Ilan Van Wilder     | Belgia            | Soudal Quick-Step     | + 22"       |
| 5. | Mattia Cattaneo     | Włochy            | Soudal Quick-Step     | + 41"       |
| 6. | Brandon McNulty     | Stany Zjednoczone | UAE Team Emirates     | + 42"       |
| 7. | Edward Dunbar       | Irlandia          | Team Jayco AlUla      | + 55"       |
| 8. | Rafał Majka         | Polska            | UAE Team Emirates     | + 58"       |
| 9. | Samuele Battistella | Włochy            | Astana Qazaqstan Team | + 1' 00"    |
| 10. | Oscar Onley         | Wielka Brytania   | Team DSM-Firmenich    | + 1' 07"    |

| Klasyfikacja sprinterska | Klasyfikacja sprinterska | Klasyfikacja sprinterska | Klasyfikacja sprinterska | Klasyfikacja sprinterska |
| Kolarz                   | Kolarz                   | Państwo                  | Drużyna                  | Punkty                   |
| ------------------------ | ------------------------ | ------------------------ | ------------------------ | ------------------------ |
| 1.                       | Matej Mohorič            | Słowenia                 | Bahrain Victorious       | 68 pkt                   |
| 2.                       | João Almeida             | Portugalia               | UAE Team Emirates        | 68 pkt                   |
| 3.                       | Michał Kwiatkowski       | Polska                   | Ineos Grenadiers         | 66 pkt                   |
| 4.                       | Marijn van den Berg      | Holandia                 | EF Education-EasyPost    | 61 pkt                   |
| 5.                       | Tim Merlier              | Belgia                   | Soudal Quick-Step        | 54 pkt                   |
| 6.                       | Ilan Van Wilder          | Belgia                   | Soudal Quick-Step        | 48 pkt                   |
| 7.                       | Oscar Onley              | Wielka Brytania          | Team DSM-Firmenich       | 43 pkt                   |
| 8.                       | Fernando Gaviria         | Kolumbia                 | Movistar Team            | 43 pkt                   |
| 9.                       | Stanisław Aniołkowski    | Polska                   | Human Powered Health     | 38 pkt                   |
| 10.                      | Matteo Moschetti         | Włochy                   | Q36.5 Pro Cycling Team   | 38 pkt                   |

| Klasyfikacja sprinterska | Klasyfikacja sprinterska | Klasyfikacja sprinterska | Klasyfikacja sprinterska | Klasyfikacja sprinterska |
| Kolarz                   | Kolarz                   | Państwo                  | Drużyna                  | Punkty                   |
| ------------------------ | ------------------------ | ------------------------ | ------------------------ | ------------------------ |
| 1.                       | Matej Mohorič            | Słowenia                 | Bahrain Victorious       | 68 pkt                   |
| 2.                       | João Almeida             | Portugalia               | UAE Team Emirates        | 68 pkt                   |
| 3.                       | Michał Kwiatkowski       | Polska                   | Ineos Grenadiers         | 66 pkt                   |
| 4.                       | Marijn van den Berg      | Holandia                 | EF Education-EasyPost    | 61 pkt                   |
| 5.                       | Tim Merlier              | Belgia                   | Soudal Quick-Step        | 54 pkt                   |
| 6.                       | Ilan Van Wilder          | Belgia                   | Soudal Quick-Step        | 48 pkt                   |
| 7.                       | Oscar Onley              | Wielka Brytania          | Team DSM-Firmenich       | 43 pkt                   |
| 8.                       | Fernando Gaviria         | Kolumbia                 | Movistar Team            | 43 pkt                   |
| 9.                       | Stanisław Aniołkowski    | Polska                   | Human Powered Health     | 38 pkt                   |
| 10.                      | Matteo Moschetti         | Włochy                   | Q36.5 Pro Cycling Team   | 38 pkt                   |

| Klasyfikacja górska | Klasyfikacja górska  | Klasyfikacja górska | Klasyfikacja górska   | Klasyfikacja górska |
| Kolarz              | Kolarz               | Państwo             | Drużyna               | Punkty              |
| ------------------- | -------------------- | ------------------- | --------------------- | ------------------- |
| 1.                  | Markus Hoelgaard     | Norwegia            | Lidl-Trek             | 25 pkt              |
| 2.                  | Jacopo Mosca         | Włochy              | Lidl-Trek             | 18 pkt              |
| 3.                  | Thomas De Gendt      | Belgia              | Lotto Dstny           | 17 pkt              |
| 4.                  | Bert Van Lerberghe   | Belgia              | Soudal Quick-Step     | 8 pkt               |
| 5.                  | Tobias Lund Andresen | Dania               | Team DSM-Firmenich    | 6 pkt               |
| 6.                  | Damiano Caruso       | Włochy              | Bahrain Victorious    | 5 pkt               |
| 7.                  | Lucas Hamilton       | Australia           | Team Jayco AlUla      | 5 pkt               |
| 8.                  | Christian Scaroni    | Włochy              | Astana Qazaqstan Team | 5 pkt               |
| 9.                  | Dorian Godon         | Francja             | AG2R Citroën Team     | 4 pkt               |
| 10.                 | Andreas Kron         | Dania               | Lotto Dstny           | 4 pkt               |

| Klasyfikacja górska | Klasyfikacja górska  | Klasyfikacja górska | Klasyfikacja górska   | Klasyfikacja górska |
| Kolarz              | Kolarz               | Państwo             | Drużyna               | Punkty              |
| ------------------- | -------------------- | ------------------- | --------------------- | ------------------- |
| 1.                  | Markus Hoelgaard     | Norwegia            | Lidl-Trek             | 25 pkt              |
| 2.                  | Jacopo Mosca         | Włochy              | Lidl-Trek             | 18 pkt              |
| 3.                  | Thomas De Gendt      | Belgia              | Lotto Dstny           | 17 pkt              |
| 4.                  | Bert Van Lerberghe   | Belgia              | Soudal Quick-Step     | 8 pkt               |
| 5.                  | Tobias Lund Andresen | Dania               | Team DSM-Firmenich    | 6 pkt               |
| 6.                  | Damiano Caruso       | Włochy              | Bahrain Victorious    | 5 pkt               |
| 7.                  | Lucas Hamilton       | Australia           | Team Jayco AlUla      | 5 pkt               |
| 8.                  | Christian Scaroni    | Włochy              | Astana Qazaqstan Team | 5 pkt               |
| 9.                  | Dorian Godon         | Francja             | AG2R Citroën Team     | 4 pkt               |
| 10.                 | Andreas Kron         | Dania               | Lotto Dstny           | 4 pkt               |

| Klasyfikacja najaktywniejszych | Klasyfikacja najaktywniejszych | Klasyfikacja najaktywniejszych | Klasyfikacja najaktywniejszych | Klasyfikacja najaktywniejszych |
| Kolarz                         | Kolarz                         | Państwo                        | Drużyna                        | Punkty                         |
| ------------------------------ | ------------------------------ | ------------------------------ | ------------------------------ | ------------------------------ |
| 1.                             | Patryk Stosz                   | Polska                         | Polska                         | 18 pkt                         |
| 2.                             | Sebastian Schönberger          | Austria                        | Human Powered Health           | 6 pkt                          |
| 3.                             | Bert Van Lerberghe             | Belgia                         | Soudal Quick-Step              | 6 pkt                          |
| 4.                             | Filippo Ridolfo                | Włochy                         | Team Novo Nordisk              | 6 pkt                          |
| 5.                             | Markus Hoelgaard               | Norwegia                       | Lidl-Trek                      | 5 pkt                          |
| 6.                             | Tobias Lund Andresen           | Dania                          | Team DSM-Firmenich             | 4 pkt                          |
| 7.                             | Norbert Banaszek               | Polska                         | Polska                         | 4 pkt                          |
| 8.                             | Matej Mohorič                  | Słowenia                       | Bahrain Victorious             | 3 pkt                          |
| 9.                             | Sam Brand                      | Wielka Brytania                | Team Novo Nordisk              | 3 pkt                          |
| 10.                            | João Almeida                   | Portugalia                     | UAE Team Emirates              | 2 pkt                          |

| Klasyfikacja najaktywniejszych | Klasyfikacja najaktywniejszych | Klasyfikacja najaktywniejszych | Klasyfikacja najaktywniejszych | Klasyfikacja najaktywniejszych |
| Kolarz                         | Kolarz                         | Państwo                        | Drużyna                        | Punkty                         |
| ------------------------------ | ------------------------------ | ------------------------------ | ------------------------------ | ------------------------------ |
| 1.                             | Patryk Stosz                   | Polska                         | Polska                         | 18 pkt                         |
| 2.                             | Sebastian Schönberger          | Austria                        | Human Powered Health           | 6 pkt                          |
| 3.                             | Bert Van Lerberghe             | Belgia                         | Soudal Quick-Step              | 6 pkt                          |
| 4.                             | Filippo Ridolfo                | Włochy                         | Team Novo Nordisk              | 6 pkt                          |
| 5.                             | Markus Hoelgaard               | Norwegia                       | Lidl-Trek                      | 5 pkt                          |
| 6.                             | Tobias Lund Andresen           | Dania                          | Team DSM-Firmenich             | 4 pkt                          |
| 7.                             | Norbert Banaszek               | Polska                         | Polska                         | 4 pkt                          |
| 8.                             | Matej Mohorič                  | Słowenia                       | Bahrain Victorious             | 3 pkt                          |
| 9.                             | Sam Brand                      | Wielka Brytania                | Team Novo Nordisk              | 3 pkt                          |
| 10.                            | João Almeida                   | Portugalia                     | UAE Team Emirates              | 2 pkt                          |

| Klasyfikacja drużynowa | Klasyfikacja drużynowa | Klasyfikacja drużynowa       | Klasyfikacja drużynowa |
| Drużyna                | Drużyna                | Państwo                      | Czas                   |
| ---------------------- | ---------------------- | ---------------------------- | ---------------------- |
| 1.                     | UAE Team Emirates      | Zjednoczone Emiraty Arabskie | 78h 54' 32"            |
| 2.                     | Soudal Quick-Step      | Belgia                       | + 1' 33"               |
| 3.                     | Ineos Grenadiers       | Wielka Brytania              | + 5' 43"               |
| 4.                     | AG2R Citroën Team      | Francja                      | + 5' 45"               |
| 5.                     | Team Jayco AlUla       | Australia                    | + 6' 29"               |
| 6.                     | Bahrain Victorious     | Bahrajn                      | + 8' 28"               |
| 7.                     | Astana Qazaqstan Team  | Kazachstan                   | + 9' 03"               |
| 8.                     | Astana Qazaqstan Team  | Kazachstan                   | + 10' 40"              |
| 9.                     | Team DSM-Firmenich     | Holandia                     | + 11' 27"              |
| 10.                    | Jumbo-Visma            | Holandia                     | + 11' 40"              |

| Klasyfikacja drużynowa | Klasyfikacja drużynowa | Klasyfikacja drużynowa       | Klasyfikacja drużynowa |
| Drużyna                | Drużyna                | Państwo                      | Czas                   |
| ---------------------- | ---------------------- | ---------------------------- | ---------------------- |
| 1.                     | UAE Team Emirates      | Zjednoczone Emiraty Arabskie | 78h 54' 32"            |
| 2.                     | Soudal Quick-Step      | Belgia                       | + 1' 33"               |
| 3.                     | Ineos Grenadiers       | Wielka Brytania              | + 5' 43"               |
| 4.                     | AG2R Citroën Team      | Francja                      | + 5' 45"               |
| 5.                     | Team Jayco AlUla       | Australia                    | + 6' 29"               |
| 6.                     | Bahrain Victorious     | Bahrajn                      | + 8' 28"               |
| 7.                     | Astana Qazaqstan Team  | Kazachstan                   | + 9' 03"               |
| 8.                     | Astana Qazaqstan Team  | Kazachstan                   | + 10' 40"              |
| 9.                     | Team DSM-Firmenich     | Holandia                     | + 11' 27"              |
| 10.                    | Jumbo-Visma            | Holandia                     | + 11' 40"              |

### Liderzy klasyfikacji
| Etap   |                            | Pierwsze miejsce _  | Klasyfikacja generalna | Górska           | Sprinterska   | Najaktywniejszych | Drużynowa _       |
| ------ | -------------------------- | ------------------- | ---------------------- | ---------------- | ------------- | ----------------- | ----------------- |
| 1      | płaski                     | Tim Merlier         | Tim Merlier            | Norbert Banaszek | Tim Merlier   | Patryk Stosz      | Jumbo-Visma       |
| 2      | pagórkowaty                | Matej Mohorič       | Matej Mohorič          | Lucas Hamilton   | Matej Mohorič | Patryk Stosz      | UAE Team Emirates |
| 3      | górzysty                   | Rafał Majka         | Matej Mohorič          | Jacopo Mosca     | Matej Mohorič | Patryk Stosz      | UAE Team Emirates |
| 4      | płaski                     | Olav Kooij          | Matej Mohorič          | Jacopo Mosca     | Matej Mohorič | Patryk Stosz      | UAE Team Emirates |
| 5      | pagórkowaty                | Marijn van den Berg | Matej Mohorič          | Markus Hoelgaard | Matej Mohorič | Patryk Stosz      | UAE Team Emirates |
| 6      | jazda indywidualna na czas | Mattia Cattaneo     | Matej Mohorič          | Markus Hoelgaard | Matej Mohorič | Patryk Stosz      | UAE Team Emirates |
| 7      | płaski                     | Tim Merlier         | Matej Mohorič          | Markus Hoelgaard | Matej Mohorič | Patryk Stosz      | UAE Team Emirates |
| Koniec | Koniec                     |                     | Matej Mohorič          | Markus Hoelgaard | Matej Mohorič | Patryk Stosz      | UAE Team Emirates |